# Coelops frithii
Coelops frithii (Blyth, 1848) è un pipistrello della famiglia degli Ipposideridi diffuso nel Subcontinente indiano e nell'Ecozona orientale.

## Descrizione

### Dimensioni
Pipistrello di piccole dimensioni, con la lunghezza della testa e del corpo tra 38 e 50 mm, la lunghezza dell'avambraccio tra 35 e 42 mm, la lunghezza del piede tra 5 e 9 mm, la lunghezza delle orecchie tra 11 e 15 mm e un peso fino a 9 g.

### Aspetto
La pelliccia è lunga e soffice. Le parti dorsali variano dal marrone al nerastro con la punta dei peli generalmente più chiara, mentre le parti ventrali sono leggermente grigiastre. Il muso è corto e largo. La foglia nasale è grande, alla base della porzione anteriore è presente un incavo profondo che si estende fino alle narici e che la divide in due parti, ognuna delle quali ha una foglietta supplementare sotto di essa lunga e stretta. La porzione superiore è bassa, semi-circolare e con un piccolo lobo a forma di cuore al centro. Le orecchie sono larghe, rotonde e a forma di imbuto, con la superficie esterna ricoperta di piccoli peli. L'antitrago è ben sviluppato e non è separato dal resto dell'orecchio. È privo di coda, mentre l'uropatagio è ridotto ad una membrana lungo la parte interna degli arti inferiori. Il calcar è piccolo. 

### Ecolocazione
Emette ultrasuoni ad alto ciclo di lavoro con impulsi di breve durata a frequenza quasi costante tra 140 e 150 kHz.

## Biologia

### Comportamento
Si rifugia in piccoli gruppi fino a 16 individui all'interno di grotte, cavità degli alberi e fabbricati. In Cina sono stati osservati individui all'interno di grotte umide in uno stato di ibernazione.

### Alimentazione
Si nutre di insetti.

### Riproduzione
Femmine pronte all'accoppiamento sono state osservate sull'isola di Giava da gennaio a marzo.

## Distribuzione e habitat
Questa specie è diffusa dal Bangladesh ed India orientale, attraverso l'Indocina e la Cina meridionale e centro-orientale fino alle isole di Sumatra, Giava e Bali.
Vive nelle foreste subtropicali, foreste montane e nelle mangrovie tra 100 e 1.370 metri di altitudine.

## Tassonomia
Sono state riconosciute 5 sottospecie:
- C.f.frithii: Bangladesh, stati indiani del West Bengal e Meghalaya, Myanmar, Thailandia occidentale, centrale e peninsulare, Penisola malese, Sumatra;
- C.f.bernsteini (Peters, 1862): Giava e Bali;
- C.f.formosanus (Horikawa, 1928): Taiwan meridionale;
- C.f.inflatus (Miller, 1928): province cinesi dello Yunnan, Guangxi, Guangdong, Fujian e l'isola di Hainan; Thailandia orientale, Vietnam e Laos settentrionali e centrali, Cambogia occidentale;
- C.f.sinicus (G. M. Allen, 1928): provincia cinese del Sichuan orientale;

## Conservazione
La IUCN Red List, considerato il vasto areale, la popolazione presumibilmente numerosa e la presenza in diverse aree protette, classifica C.frithii come specie a rischio minimo (Least Concern)).